# Жизнь взаймы (фильм)
«Жизнь взаймы́» (англ. Bobby Deerfield) — фильм Сидни Поллака с Аль Пачино в главной роли, экранизация одноимённого романа Эриха Марии Ремарка.

## Сюжет
Бобби Дирфилд, гонщик «Формулы 1», приезжает в санаторий для больных туберкулёзом, чтобы проведать старого друга, и случайно знакомится там с больной девушкой по имени Лилиан. Она просит Бобби забрать её — и он соглашается. История «любви без завтрашнего дня».

## В ролях
| Актёр                   | Роль          |
| ----------------------- | ------------- |
| Аль Пачино              | Бобби Дирфилд |
| Марта Келлер            | Лилиан        |
| Анни Дюпре              | Лидия         |
| Ромоло Валли            | Дядя Луиджи   |
| Джейми Санчес Фернандес | Эпизод        |
| Феодор Аткин            | Томми         |

Дублёром Пачино в сценах гонок был бразильский автогонщик Карлус Пасе. Пасе погиб в авиакатастрофе в марте 1977 года; фильм посвящён памяти Пасе и другого автогонщика — Тома Прайса, погибшего на Гран-при ЮАР 1977 года.